# Studenti per le Libertà
Studenti per le Libertà (abbreviato SpL) è il movimento studentesco universitario di Forza Italia.

## Storia
L'associazione studentesca è fondata nel 1994. È stato il movimento giovanile per due partiti politici, nel 1994 con Forza Italia, per poi passare al Il Popolo della Libertà dal 2009 fino a riprendere nuovamente lo stesso partito nel 2013.
Il presidente nazionale dal 21 giugno 2021 è Paolo Lorelli.
Dal 2015 al 21 Giugno 2021 è stato Giuseppe Romeo.
Dal 2007 al 25 settembre 2015, è stato Armando Cesaro.

## Attività
A livello nazionale, Studenti per le Libertà esprime un componente della giunta di presidenza del Consiglio nazionale degli studenti universitari.
A livello locale, Studenti per le Libertà è presente in tutti gli atenei d'Italia, con rappresentanze nei vari consigli studenteschi di facoltà, ateneo e in altri vari organi accademici, quali il senato accademico e le organizzazioni di diritto allo studio (ADISU), oltre ai consigli di amministrazione d'ateneo.

## Risultati al CNSU
| Circoscrizione I: Nord Est | Lista     | Voti  | %     | Seggi |
| -------------------------- | --------- | ----- | ----- | ----- |
| 2004                       |           | 4.632 | 13,41 | 1     |
| 2007                       |           | 3.182 | 11,62 | 1     |
| 2010                       |           | 4.925 | 13,64 | 1     |
| 2013                       |           | 2.939 | 12,65 | 1     |
| 2016                       | AU-SpL    | 3.514 |       | 1     |
| 2019                       | AU-SpL-LU | 3.153 | 13,32 | 1     |
| 2022                       | –         | –     | –     | – 1   |

| Circoscrizione II: Nord Ovest | Lista      | Voti  | %     | Seggi |
| ----------------------------- | ---------- | ----- | ----- | ----- |
| 2004                          |            | 4.536 | 13,45 | 1     |
| 2007                          |            | 7.017 | 18,08 | 1     |
| 2010                          |            | 4.050 | 12,94 | 1     |
| 2013                          |            | 2.217 | 8,28  | 0     |
| 2016                          | SpL-AU-MUP | 1.714 |       | 0     |
| 2019                          | AU-SpL-LU  | 1.259 | 4,31  | 0     |
| 2022                          | –          | –     | –     | –     |

| Circoscrizione III: Centro | Lista  | Voti   | %     | Seggi |
| -------------------------- | ------ | ------ | ----- | ----- |
| 2004                       |        | 8.081  | 23,24 | 1     |
| 2007                       |        | 9.774  | 25,01 | 2 1   |
| 2010                       |        | 14.480 | 32,64 | 3 1   |
| 2013                       |        | 10.390 | 27,68 | 2 1   |
| 2016                       | AU-SpL | 6.075  |       | 2     |
| 2019                       | AU-SpL | 7.520  | 23,71 | 2     |

| Distretto IV: Sud | Lista                  | Voti   | %     | Seggi |
| ----------------- | ---------------------- | ------ | ----- | ----- |
| 2004              |                        | 6.937  | 9,49  | 2     |
| 2007              |                        | 12.202 | 16,9  | 1 1   |
| 2010              |                        | 19.403 | 21,77 | 2 1   |
| 2013              |                        | 15.524 | 21,05 | 2     |
| 2016              | SpL-AU                 | 13.591 |       | 1 1   |
| 2019              | SpL-Studenti Uniti     | 8.137  | 11,3  | 1     |
| 2022              | Per il Merito e il Sud | 6.143  | 9,5   | 0 1   |

| Totale nazionale | Coalizione | Voti   | %     | Seggi  |
| ---------------- | ---------- | ------ | ----- | ------ |
| 2004             | SpL        | 19.650 | 11,2  | 4 / 28 |
| 2007             | AU-SpL     | 44.263 | 24,94 | 6 / 28 |
| 2010             | AU-SpL     | 55.017 | 27,39 | 8 / 28 |
| 2013             | AU-SpL     | 39.639 | 24,57 | 6 / 28 |
| 2016             | AU-SpL     | 24.894 |       | 4 / 28 |
| 2019             | AU-SpL     | 20.069 |       | 4 / 28 |
| 2022             | SpL        | 6.143  | 4,5   | 0 / 28 |